# Armillarsfär

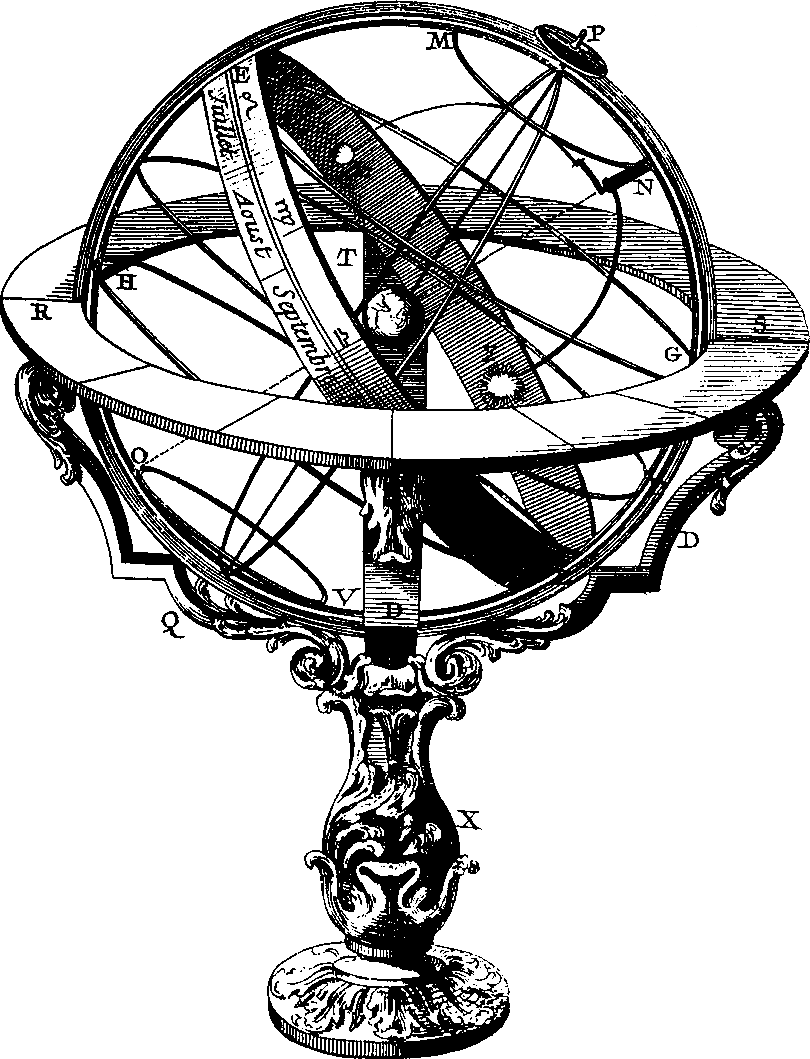
Armillarsfär ur Encyclopédie.

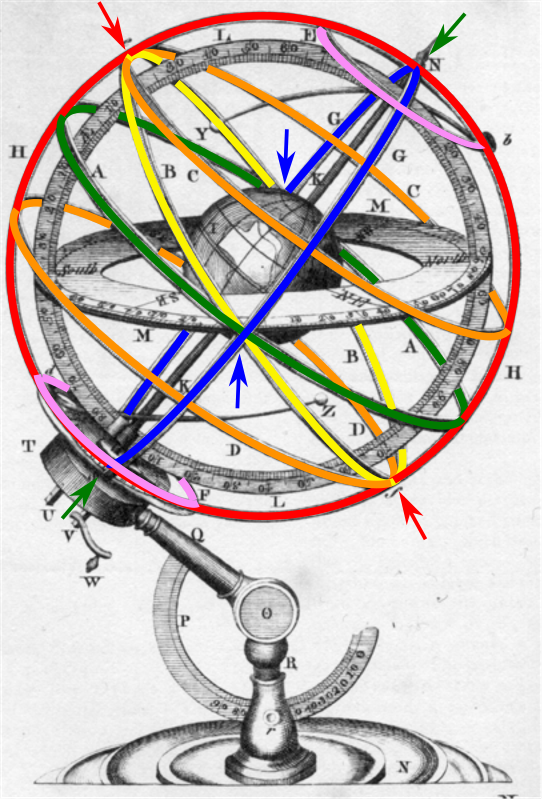
Figur 2. Armillarsfär (ej ritad perspektiviskt korrekt) med:
Himmelspolerna: Gröna pilar
Himmelsekvatorn: Grön cirkel (ellips)
Ekliptikan: Gul cirkel
Vändkretsarna: Orange cirklar
Polcirklarna:Skära cirklar
Solståndspunkterna: Röda pilar
Solståndskoluren: Röd cirkel
Dagjämningspunkterna: Blå pilar
Dagjämningskoluren: Blå cirkel

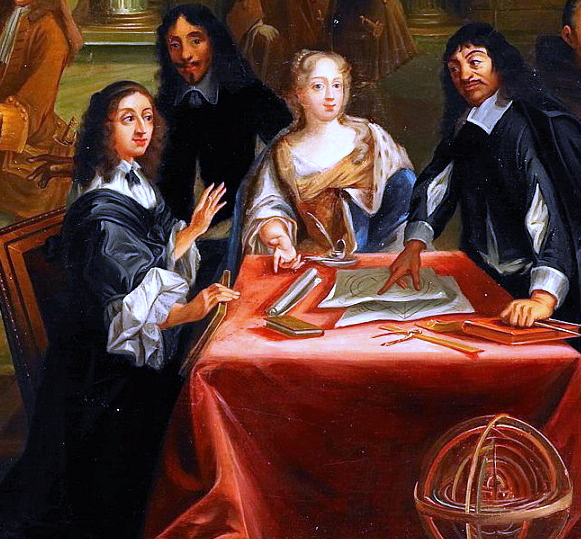
René Descartes i vetenskapligt-filosofiskt samtal med Sveriges drottning Kristina med armillarsfär i förgrunden. (Oljemålning av Pierre Louis Dumesnil).

En armillarsfär eller armilla (latin för “cirkel, armband”) är ett astronomiskt instrument, ett sfäriskt astrolabium med ursprung i antiken, som även har kinesiska motsvarigheter. Armillarsfären är en modell över himmelssfären, som återger astronomiska storcirklar och fundamentalplan. Den har ett skelett av graderade metallringar som förbinder himmelspolerna med himmelsekvatorn, ekliptikan, meridianer och paralleller av andra sinsemellan rörliga cirklar. Ett klot föreställande jorden hade vanligen sin plats i mitten. Den används för att visa solen, månens och stjärnornas rörelser runt jorden.

## Kortfattad beskrivning av konstruktion och funktion
Se figur 2.
En armillarsfärs konstruktion kan variera, men den består i princip av ett ekvatoriellt koordinatsystem och ett horisontellt koordinatsystem vilka är vridbara i förhållande till varandra kring himmelssfärens och jordens gemensamma axel.
Det ekvatoriella systemet utgörs av en himmelssfär med dess fundamentalcirklar, som himmelsekvatorn, vändkretsarna, polcirklarna, ekliptikan, dagjämningskoluren och solståndskoluren, vilka är fast monterade vid varandra och som bildar ett sfäriskt "ramverk" av dessa cirklar. På exemplaret i figuren finns också en kula (Y) föreställande solen som är fäst i en krökt arm som är vridbar kring epliktikans nordpol. Denna arm är en cirkelbåge motsvarande vinkeln 90° och solkulan kan således flyttas längs den graderade ekliptikan i förhållande till dess läge på stjärnhimlen vid den aktuella tiden på året. I ekliptikans sydpol är en kula (Z) fäst på ett liknande sätt föreställande månen, men eftersom månens banplan lutar drygt 5° mot ekliptikan är månbanans pol placerad på en skiva/ring med en radie motsvarande denna vinkel och som i sin tur är vridbar kring ekliptikans sydpol. Man ställer således först in var månbanans pol befinner sig (skalan är dock graderad efter månens uppstigande nod, alltså förskjuten 90° i förhållande till månbanans pol) varefter man vrider den krökta armen till det läge som månen befinner sig i sin bana vid den aktuella tidpunkten,
Det horisontella systemet består av en vridbar axel på vilken en ring representerande meridianen är fast monterad och ofta sitter det också en liten vridbar jordglob på axeln, så att meridianen kan ställas över rätt ort. I rät vinkel mot meridianen och vridbar i förhållande till denna kring en axel genom öst- och västpunkterna finns en skiva föreställande horisontalplanet. Genom att ställa in detta horisontalplan i förhållande till ortens latitud kan man geom att rotera himmelssfären visa, och grovt beräkna med hjälp av instrumentets olika skalor, var och när exempelvis solen och månen går upp eller ner.
Hela konstruktionen kan i sin tur lutas så att instrumentets axel kan bilda samma vinkel mot det verkliga horisontalplanet som jordaxeln (och genom att rikta instrumentet så att dess axel och jordaxeln blir parallella, kan instrumentet i princip även användas som solur).
För en fullständigare beskrivning hänvisas till artikeltexten i Encyclopædia Britannica som figuren är hämtad från.

## Historia
Armillarsfären uppfanns av Eratosthenes år 225 f.Kr., utvecklades av den hellenistiska kulturen, och användes som läromedel redan på 200-talet f.Kr. Ptolemaios föredrog större och noggrannare varianter, som även kunde brukas till observationsinstrument.
Armillarsfärer fick en renässans under senmedeltiden. Tycho Brahe (1546–1601) konstruerade och byggde flera sådana instrument. Renässansens vetenskapsmän och offentliga personer porträtterades ofta med ena handen på en armillarsfär, vilken representerade höjden av visdom och kunskap. Deras utveckling ledde till åtskilliga förbättringar i teknik och konstruktion av alla mekaniska anordningar.

### Portugals flagga
Bilden av en armillarsfär finns på den moderna portugisiska flaggan, och har varit nationalsymbol sedan kung Manuel I:s tid i början av 1500-talet.

Portugals riksvapen med armillarsfär. Det diagonala bandet föreställer ekliptikan. Den omgivande cirkeln avbildar solståndskoluren. De tre horisontella ringarna föreställer ekvatorn mellan de båda vändkretsarna. Den vertikala linjen avbildar jordaxeln/dagjämningskoluren.

## Kinesiska varianter

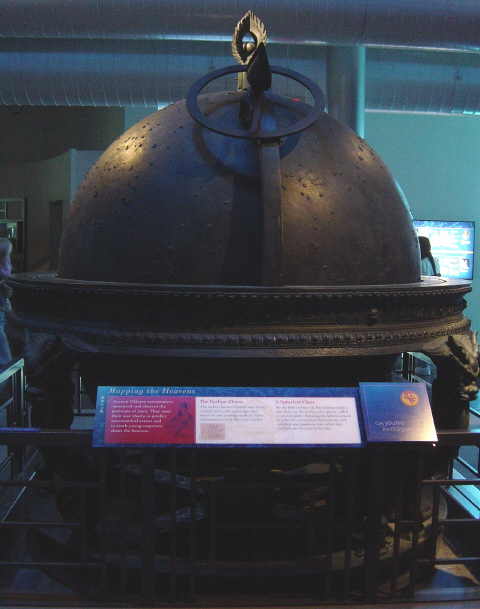
Himmelsglob från Qingdynastin.

Genom Kinas långa historia har astronomer konstruerat celesta glober, det vill säga glober som föreställer himlasfären, som ett försok till hjälp att observera stjärnorna. Den tidigaste kända globen dateras till 52 f.Kr. under Västra Handynastin, och konstruerades av astronomerna Geng Shou-chang (耿壽昌) och Luo-xia Hong (落下閎). Den första vattendrivna himmelsgloben tillverkades av Zhang Heng under Östra Handynastin. Därefter konstruerade Li Chun-feng (李淳風) år 633 under Tangdynastin en glob med tre sfäriska lager för att kunna kalibrera multipla aspekter vid astronomiska observationer. År 723 under Tang kombinerade buddhistmunken Yi-xing (一行) och statstjänstemannen Liang Ling-zan (梁令瓚) Zhang Heng's himmelsglob med en avloppsanordning. Resultatet blev världens första kända vattendrivna mekaniska ur.